# Kilobyte
Em tecnologia da informação, kilobyte, aportuguesado como  quilobyte (símbolo: kB),  é um múltiplo da unidade  byte de informação digital. 
Embora o prefixo kilo signifique 1 000 (10³), um kilobyte corresponde, de fato, a 1 024 (210) bytes.
Ao contrário do que aparece em inúmeras indicações e programas, a abreviatura de kilobyte é kB (e não  KB), já que K (maiúsculo) é o símbolo de  kelvin, unidade de temperatura.